# Drymeia setibasis
Drymeia setibasis är en tvåvingeart som först beskrevs av Huckett 1965.  Drymeia setibasis ingår i släktet Drymeia och familjen husflugor. Inga underarter finns listade i Catalogue of Life.